# سنت پوتینوس
سنت پوتینوس (فرانسوی: Saint Pothin‎؛ ~87 AD – ~177 AD) قدیس مسیحی در لیون بود. او اولین بار در نامه ای منسوب به  ایرنئوس لیون نام برده شده‌است. این نامه از سوی جوامع مسیحی لیون و وین، ایزر به استان روم آسیا (استان روم) ارسال شده بود.